# Президентские выборы в Азербайджане (1992)
Президентские выборы прошли в Азербайджане на 7 июня 1992 года. Пять кандидатов были в избирательном бюллетене. Выборы показали беспрецедентное использование телевидения, плакатов и других средств массовой информации для агитации.
Кандидатами были лидер НФА Абульфаз Эльчибей, экс-спикер парламента Якуб Мамедов, министр юстиции Ильяс Исмайлов от движения демократических реформ, Рафиг Абдуллаев от Национальный демократической группы и Низами Сулейманов от Союза Демократической интеллигенции. Для регистрации каждый кандидат должен был собрать не менее 20 000 подписей и представить их в Центральную избирательную комиссию. Гейдар Алиев (род. 1923) не был зарегистрирован, поскольку имелось конституционное положение, запрещающее избираться кандидатам старше 65 лет. Правительство согласилось допустить международных наблюдателей для мониторинга выборов. Этибар Мамедов выбыл из гонки за несколько дней до выборов, призвав к власти коалиционного правительства и отложить голосование до конца войны.
Эльчибей получил 51,9 % более трех миллионов голосов избирателей. Второе место занял Сулейманов с 41 % голосов, обещая азербайджанцам мгновенное обогащение и победу в Нагорном Карабахе.

## Результаты
| Кандидат                       | Участник                                                         | Голосов   | %    |
| ------------------------------ | ---------------------------------------------------------------- | --------- | ---- |
| Абульфаз Эльчибей              | Народный фронт Азербайджана                                      | 1 829 448 | 51,9 |
| Низами Сулейманов              | Демократический Союз интеллигенции Азербайджана, Трудовая партия | 1 017 217 | 41,8 |
| Ильяс Исмайлов                 | Общественное движение за демократические реформы в Азербайджане  | 20 216    | 0,7  |
| Рафиг Абдуллаев                | Народно-Республиканская партия                                   | 15 646    | 0,5  |
| Якуб Мамедов                   | Независимые                                                      | 51 144    | 1,7  |
| Ничего из вышеперечисленного   | Ничего из вышеперечисленного                                     | 72 099    | 2,4  |
| Недействительные/пустые голоса | Недействительные/пустые голоса                                   | 90 707    |      |
| Общая                          | Общая                                                            | 3 078 384 | 100  |